# Grootmeester (hofhouding)
De Grootmeester is het hoofd van de hofhouding van een wereldlijke of geestelijke vorst.

## Belgisch hof
Aan het Belgisch hof werd tot 2006 de functie van grootmeester vervuld door de grootmaarschalk van het Hof. Tegelijk met het vertrek van grootmaarschalk Franck De Coninck in oktober 2006 werd ook dit ambt afgeschaft en werden zijn taken verdeeld over de hoofden van het Departement Economische, Sociale en Culturele zaken en het Departement Protocol van het Huis van de Koning, aangevuld met een nieuw opgericht Departement Buitenlandse Betrekkingen.

## Nederlands hof
Aan het Nederlandse hof heeft de Grootmeester de leiding over de Dienst van het Koninklijk Huis en staat aan het hoofd van de hofhouding; als zodanig gaat hij als personeelschef over alle hoffunctionarissen. Hij regelt de buitenlandse bezoeken en onderhoudt de contacten met de buitenlandse vertegenwoordigers.
Grootmeesters van het Koninklijk Huis:
- Jhr. Hendrik Steengracht van Oosterland (1808-1875), grootmeester van koning Willem III (1857-1867).[2]
- Mr. Rutger Jan graaf Schimmelpenninck van Nijenhuis (1821-1893) grootmeester van 1868 tot 1893.[3]
- Jhr. S.M.S. de Ranitz was grootmeester van 1903 - 1916.
- J.J.L. baron van Lynden
- Mr. C.J. van Schelle was grootmeester van 1978 - 1981.
- P.J.H. Jonkman was grootmeester van 1982 - 1986.
- Mr. F.W. Kist was consul-generaal in San Francisco van 1980-1983 en algemeen secretaris van koningin Beatrix van 1 november 1983 tot 1 november 1986. Op 1 november 1986 werd hij tot Grootmeester benoemd. Kist is vooral verantwoordelijk geweest voor de modernisering en professionalisering van de hofhouding. In 1998 ging hij met vervroegd pensioen. Eind september 1999 werd hij kanselier der Huisorden.
- Drs. L.W. Veenendaal was ambassadeur bij de NAVO in Brussel en volgde Kist in 1998 op. Lambert Veenendaal ging in 2002 met pensioen.
- Mr. Pim Waldeck, van 2002 tot 2006. Hij werd hierna ambassadeur in Londen.
- E. Kronenburg (Zeist, 1951) werd op 1 januari 2007 de nieuwe grootmeester. Ed Kronenburg was bij de NAVO de rechterhand van Jaap de Hoop Scheffer. In januari 2008 werd hij secretaris-generaal van het Ministerie van Buitenlandse Zaken.
- Marco Hennis, van 2008 tot 2015 grootmeester. Hij was voordien consul-generaal in Istanboel.
- Jan Versteeg, oud-ambassadeur, van 2015 tot 2019.
- Chris Breedveld, sinds 2019 grootmeester.

## Pauselijk hof
Het pauselijk hof stond vanaf de 17e eeuw onder leiding van de grootmeester of majordomus van de paus (Italiaans: Maggiordomo Pontificio). Deze was verantwoordelijk voor het samenstellen en het leiden van de pauselijke hof- en huishouding en was tevens bevoegd recht te spreken over alle leden van het pauselijk hof.

## Franse hof
Het voormalige Franse hof (Maison du Roi) van de koning van Frankrijk stond tijdens het ancien régime en tijdens de Restauratie onder leiding van de grootmeester van Frankrijk (Grand Maître de France). Dit was een van de grootofficieren van de Kroon van Frankrijk.